# 小行星1496
小行星1496（1496 Turku）是一颗主带小行星，由爾約·維薩拉在1938年9月22日发现于图尔库。
該小行星以維薩拉的故鄉，芬兰的城市图尔库命名。